# متنزه ريبوفيزي الوطني
حديقة ريبوفيسي الوطنية (بالفنلندية: Repoveden kansallispuisto) تقع ضمن حدود بلديتي كوفولا ومانتيهاريو، على بُعد بضع ساعات فقط إلى الشمال الشرقي من منطقة هلسنكي، أكثر مناطق جنوب فنلندا اكتظاظًا بالسكان.
كانت منطقة ريبوفيسي تُستخدم في السابق لأغراض الغابات التجارية المكثفة، لكنها تحولت بنجاح إلى حديقة وطنية طبيعية ونقية.
تهيمن على الحديقة غابات الصنوبر والبتولا، وتزخر المنطقة بالحياة البرية مثل الدببة، والغزلان، ومجموعة متنوعة من الطيور.
ويجري نهر كوكونجوكي عبر أراضي الحديقة، كما تحتوي على مجاري مائية وبحيرات أخرى ضمن حدودها.
من أبرز المعالم السياحية في الحديقة تلة أولهافانفوري، التي تُعد وجهة مفضلة لعشاق تسلق الجبال، إلى جانب مسار التاكسي المائي "كولتاريتي".
كما تضم الحديقة خليج كوتينلاهتي، الذي يحتوي على قنوات تجديف خشبية تم ترميمها، وجسر لابينسالمي المعلق، بالإضافة إلى العديد من أبراج المراقبة التي تتيح إطلالات بانورامية على الطبيعة.
تشمل الحيوانات الشائعة في الحديقة الغواص ذو الحلق الأحمر، ووشق أوراسيا، والموظ، والعديد من أنواع البوم، إلى جانب طيور الدجاجيات المتنوعة.

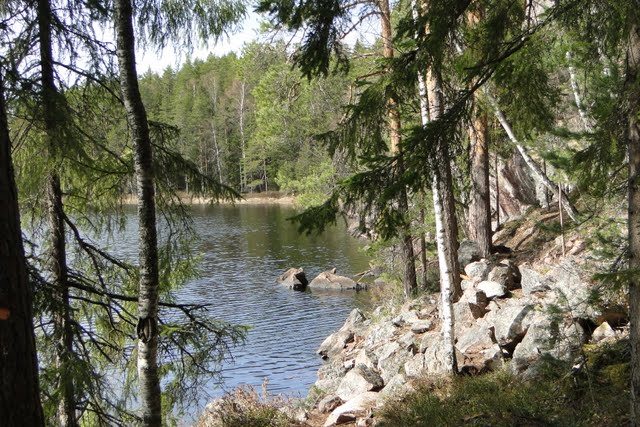
منتزه ريبوفيسي الوطني

## جسر لابينسالمي المعلق
يُعد جسر لابينسالمي المعلق من أبرز معالم الجذب في الحديقة، كما يُشكل نقطة دخول رئيسية إلى مساراتها. ومع ذلك، لا يزال الجسر مغلقًا حتى شهر حزيران 2025 بسبب مخاوف مستمرة تتعلق بالسلامة والبنية الهيكلية.
وقد أُعيد بناؤه في الأصل عام 2019 بعد انهيار الجسر السابق، وسرعان ما أصبح مدخلًا شهيرًا ومميزًا للزوار. لكن، ومنذ بداية عام 2024، أُغلق الجسر مرة أخرى بانتظار تنفيذ أعمال إصلاح تشمل تركيب كابلات مقاومة للرياح، وتعزيز هيكله وفقًا للمراجعات الجديدة لمعايير السلامة. وإلى أن يُعاد افتتاحه، يتم توفير طريق بديل لعبور مضيق لابينسالمي عبر عبارة يدوية تُعرف باسم "كيتونلوسي"، وتتسع لما يصل إلى ثمانية أشخاص في كل رحلة خلال أشهر الصيف.
ومع ذلك، قد يُواجه الزوار ازدحامًا ملحوظًا خلال أوقات الذروة. 

## روابط خارجية
- Outdoors.fi – Repovesi National Park
- Official site
- A gem of nature in southeastern Finland- Repovesi in thisisFINLAND

قالب:National parks of Finland